# Gårdsgropspindel
Gårdsgropspindel (Diplocephalus cristatus) är en spindelart som först beskrevs av John Blackwall 1833.  Gårdsgropspindel ingår i släktet Diplocephalus och familjen täckvävarspindlar. Arten är reproducerande i Sverige. Utöver nominatformen finns också underarten D. c. angusticeps.